# Chi Chi LaRue

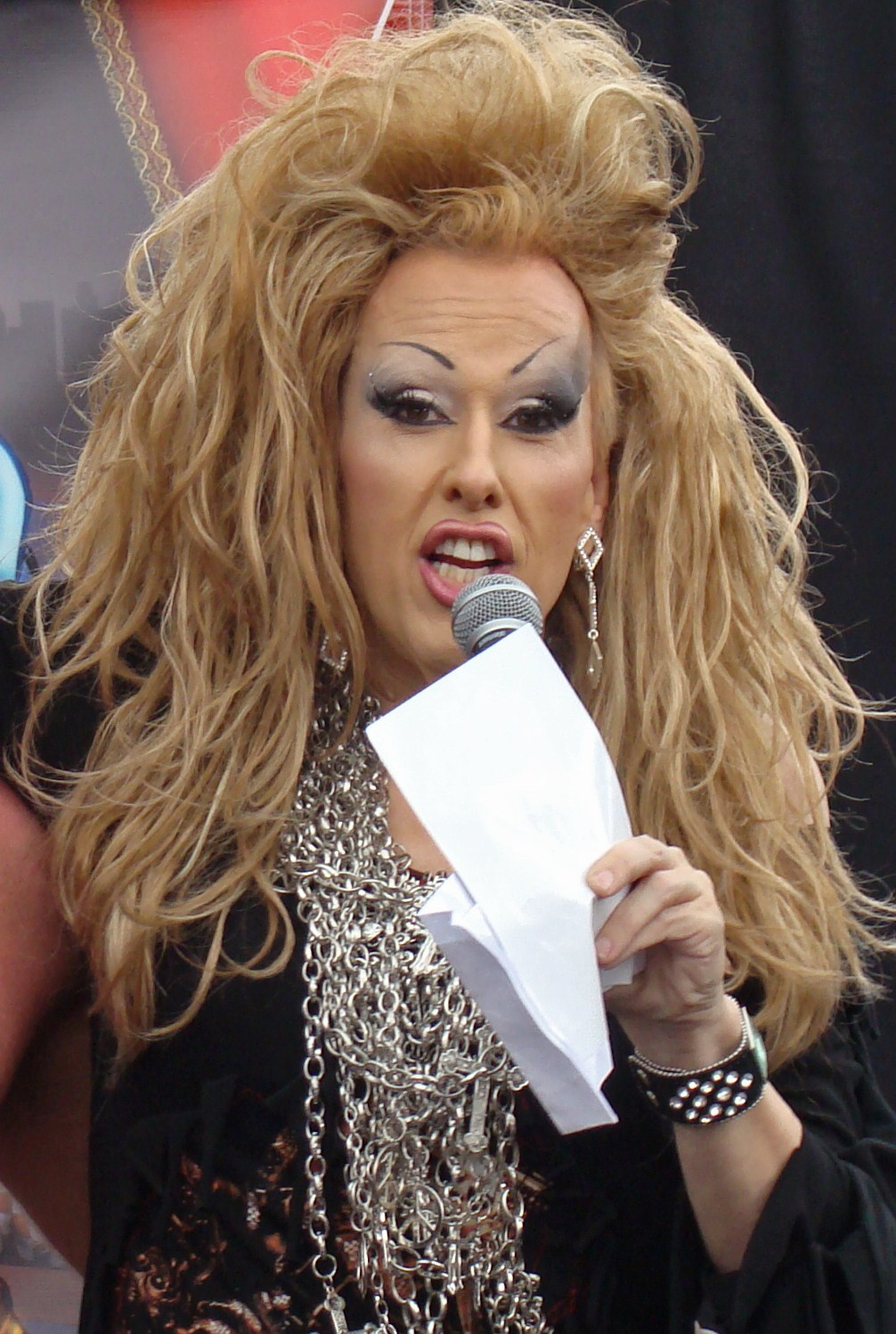
Chi Chi LaRue

Larry David Paciotti (Hibbing, Minnesota, 8 november 1959) is een Amerikaans regisseur van homo-, bi- en heteroseksuele pornofilms. Hij treedt op onder het drag-divapersona Chi Chi LaRue, uitgesproken als [ˈtʃiːtʃiː ləˈruː]. Hij regisseerde ook onder de namen "Lawrence David" en "Taylor Hudson".

## Leven
Chi Chi LaRue werd in 1959 geboren als Larry David Paciotti bij een vader die werkte als spoorwegingenieur en een moeder die in een kledingwinkel werkte. Hij doorliep de middelbare school waar hij in 1978 eindexamen deed. Daarna volgde hij nog twee jaar college voordat hij het minder burgerlijke pad koos dat hem naar de top van de gay porno-industrie zou leiden.
Hij groeide op als kind met overgewicht dat de wreedheden van zijn klasgenoten pareerde door de clown uit te hangen. Toen hij de puberteit bereikte ontwikkelde hij een sterke interesse in pornografie.
Het Strand Theater in Lake Street van Minneapolis was de pornoplek van de regio, en Paciotti maakte het tot zijn Mekka. Hij zag zoveel hij kon.
Hoewel hij zich al vroeg bewust was van het feit dat hij jongens aantrekkelijk vond, kwam hij daar niet direct voor uit. Pas toen er in een club in Minneapolis een wedstrijd uitgeschreven werd voor travestieten, werd Chi Chi LaRue geboren.
In 1987 verhuisde hij naar Los Angeles. Door zijn overgewicht was hij bij de jongens niet populair, wat seksuele relaties bijna onmogelijk maakte. Toen hij financieel een crisispunt bereikte kreeg hij een baan aangeboden bij Catalina Studios. Omdat hij zoveel wist over hun product werd hij direct aangenomen. Deze verkoopbaan begon hem al snel te vervelen en hij ging al spoedig over naar promotiewerk, maar ook dit was niet genoeg. Hij stapte naar grote baas William Higgins en vroeg hem de kans te regisseren, waarmee Higgins akkoord ging. Hij kreeg een enkele kans een segment van een film te regisseren. Verder actie bleef echter uit en hij nam ontslag. 
Hij begon bij In-Hand Video waar hij zijn tanden zette in allerlei films; homo, lesbisch, bi- en heteroseksueel.
Sinds 1988 heeft hij honderden gay pornofilms geregisseerd. In 2001 deed hij een bijrol in The Fluffer. In 2003 begon hij voor Vivid Video heterofilms te regisseren, waar hij de favoriet van de vrouwelijke spelers werd, vooral bij Jenna Jameson. Een tijd lang verdeelde hij zijn tijd tussen Vivid Video en Rascal Video.
In 2006 kondigde hij aan niet langer films voor Vivid te willen produceren omdat de acteurs daar niet met condooms werkten.
In augustus 2008 regisseerde hij de controversiële biseksuele film Shifting Gears. ook werd in dat jaar de eerste winkel van LaRue en partner Channel 1 Releasing geopend in Hollywood.

## Prijzen

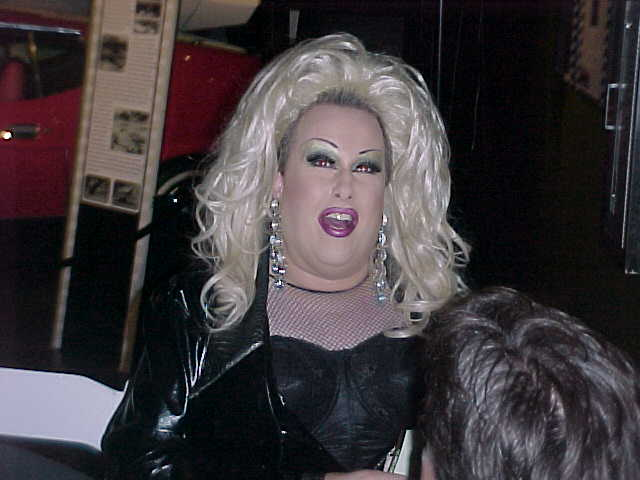
Chi Chi LaRue bij de Free Speech Coalition's 13th Annual Night of the Stars Dinner.

- 1990 Dave Awards winnaar van Beste Video en Beste Regisseur voor "More of a Man" (All Worlds Video).
- 1991 AVN award Beste Regisseur (Gay Video) - "The Rise" (als Taylor Hudson), Catalina Video.
- 1991 AVN Award Beste Non-Seksuele Optreden–Bi, Gay, or Trans Video - "More of a Man", All Worlds Video.
- 1992 Gay Erotic Video Awards Beste Regisseur - "Songs in the Key of Sex", HIS Video
- 1993 AVN Award Beste Regisseur (Gay Video) - "Songs in the Key of Sex", HIS Video.
- 1993 Gay Erotic Video Award Best Special Interest Video - "Chi Chi LaRue's Hardbody Video Magazine", Odyssey Men.
- 1993 Gay Erotic Video Award Beste Gender Bender - "Valley of the Bi Dolls", Catalina Video.
- 1994 Gay Erotic Video Award Beste Non-Seksuele Rol - "Revenge of the Bi-Dolls", Catalina Video.
- 1995 Gay Erotic Video Award Beste Regisseur - "Idol Country", HIS Video.
- 2000 Grabby Award winnaar van Beste Regisseur en Beste Video.
- 2001 GayVN Award Beste Regisseur - "Echoes", Men of Odyssey
- 2002 GayVN Award Beste Regisseur (Bisexual Video) - "Mile Bi Club", All Worlds Video.
- 2003 GayVN Award Beste Regisseur (met John Rutherford) - "Deep South: The Big and the Easy Part 1" en "Part 2", Falcon Studios.
- 2006 GayVN Award Beste Regisseur  - "Wrong Side of the Tracks Part One" en "Part Two", Rascal Video.

- Biblioteca Nacional de España: XX1175680
- Bibliothèque nationale de France: cb14052468z (data)
- Gemeinsame Normdatei: 122235509
- International Standard Name Identifier: 0000 0000 7823 7957
- Library of Congress Control Number: n97067102
- Virtual International Authority File: 74729412
- WorldCat: E39PBJpV7BGmD4bxqV44GPDQbd